# 水杨酸己酯
水杨酸己酯（英語：hexyl salicylate）是一种有机化合物，化学式C13H18O3，可见于香莢蘭等物种。它可由水杨酸和己醇的催化酯化反应制得。水杨酸甲酯和己醇在锌粉存在下于150 °C加热，发生酯交换反应，也可得到水杨酸己酯。